# 鐘形曲線：美國社會中的智力與階層結構
《鐘形曲線：美國社會中的智力與階層結構》（The Bell Curve）是一本1994年出版，暢銷但充滿爭議的著作，作者是哈佛大學教授理查德‧赫恩斯坦（Richard J. Herrnstein）和美國企業研究所（AEI）的政治學者查爾斯‧默里（Charles Murray）。其核心的一點是，智力對於個人的經濟收入、工作表現、未婚懷孕、和犯罪問題，比起父母的社會經濟地位或教育程度，是一個較好的預測因素。這本書引發最大爭議之處，在於提出「種族與智力有關」的結論，並且認為黑人的智力低於白人，和其種族有關，而和社會經濟背景沒有關係。